# The Undertones (альбом)
The Undertones — дебютный альбом британской рок-группы The Undertones, записанный продюсером Роджером Бечиряном в лондонской Eden Studios в начале 1979 года и выпущенный звукозаписывающей компанией Sire Records в мае 1979 года.

## История
В оригинальный релиз дебютного альбома вошёл лишь один сингл группы, «Jimmy Jimmy», а также альбомная версия «Here Comes the Summer», синглом не выпускавшаяся. В перевыпуск 1979 года вошли два первых сингла Undertones: «Teenage Kicks» и «Get Over You», — наряду с «Jimmy Jimmy» и сингловой (более темповой) версией «Here Comes the Summer». К списку композиций был добавлен новый заключительный трек, «Casbah Rock». Альбом перевыпускался в общей сложности 19 раз — в частности, на Dojo Records, Castle Records, Salvo Records.
В 2000 году журнал Q поместил альбом The Undertones на #90 в списке 100 Величайших британских альбомов всех времён (100 Greatest British Albums Ever). Альбом также вошёл в список «Тысяча и один музыкальный альбом, который стоит прослушать, прежде чем вы умрёте», составленный группой из 90 ведущих рок-критиков.

### Места в чартах
19 мая 1979 года альбом поднялся до #13 в UK Albums Chart. В Billboard 200 альбом поднялся до #154, став единственным релизом группы, попавшим в американские списки.

## Список композиций
| №  | Название                | Автор(ы)                                       | Длительность |
| -- | ----------------------- | ---------------------------------------------- | ------------ |
| 1. | «Family Entertainment»  | Damian O’Neill                                 | 2:37         |
| 2. | «Girls Don’t Like It»   | John O’Neill                                   | 2:19         |
| 3. | «Male Model»            | J. J. O’Neill, Michael Bradley, Damian O’Neill | 1:54         |
| 4. | «I Gotta Getta»         | J. J. O’Neill                                  | 1:53         |
| 5. | «Teenage Kicks»         | J. J. O’Neill                                  | 2:25         |
| 6. | «Wrong Way»             | Billy Doherty                                  | 1:23         |
| 7. | «Jump Boys»             | J. J. O’Neill                                  | 2:40         |
| 8. | «Here Comes the Summer» | J. J. O’Neill                                  | 1:42         |

| №  | Название            | Автор(ы)                                        | Длительность |
| -- | ------------------- | ----------------------------------------------- | ------------ |
| 1. | «Get Over You»      | J. J. O’Neill                                   | 2:44         |
| 2. | «Billy’s Third»     | Billy Doherty                                   | 1:57         |
| 3. | «Jimmy Jimmy»       | J. J. O’Neill                                   | 2:41         |
| 4. | «True Confessions»  | J. J. O’Neill, Michael Bradley, Damian O’Neill  | 1:52         |
| 5. | «She’s a Runaround» | J. J. O’Neill                                   | 1:49         |
| 6. | «I Know a Girl»     | J. J. O’Neill, Michael Bradley, Damian O’Neill  | 2:35         |
| 7. | «Listening In»      | J . J. O’Neill, Michael Bradley, Damian O’Neill | 2:24         |
| 8. | «Casbah Rock»       | J. J. O’Neill                                   | 0:47         |

| №  | Название                                       | Автор(ы)                                       | Длительность |
| -- | ---------------------------------------------- | ---------------------------------------------- | ------------ |
| 1. | «Smarter Than U»                               | J . J. O’Neill, Michael Bradley, Billy Doherty | 1:35         |
| 2. | «Emergency Cases»                              | J. J. O’Neill                                  | 1:52         |
| 3. | «Top Twenty»                                   | J. J. O’Neill                                  | 2:11         |
| 4. | «Really Really»                                | Billy Doherty                                  | 1:51         |
| 5. | «Mars Bars»                                    | Michael Bradley, Damian O’Neill                | 2:07         |
| 6. | «She Can Only Say No»                          | J. J. O’Neill                                  | 0:51         |
| 7. | «One Way Love»                                 | J. J. O’Neill                                  | 2:12         |
| 8. | «You’ve Got My Number (Why Don’t You Use It?)» | J. J. O’Neill                                  | 2:38         |
| 9. | «Lets Talk About Girls»                        | Manny Freiser                                  | 3:32         |

## Состав участников
Состав приведен в соответствии с данными конверта грампластинки британского издания 1979 года

| - Feargal Sharkey — вокал - John O’Neill — гитара - Damian O’Neill — гитара, клавишные - Michael Bradley — бас-гитара, вокал - Billy Doherty — ударные | - Roger Bechirian — продюсер, звукоинженер - Laurence O. Doherty — фотографии - D. O’Neill , Paddy Simms — фотографии на внутреннем развороте винилового релиза - Alex Ogg — комментарии к трекам |